# Polyvinylidenfluorid
Polyvinylidenfluorid (auch Polyvinylidendifluorid, Kurzzeichen PVDF) ist ein opaker, teilkristalliner, thermoplastischer Fluorkunststoff.

## Herstellung
Die Grundmaterialien für PVDF sind Fluorwasserstoff und 1,1,1-Trichlorethan, die zu Chlordifluorethan und weiter zu Vinylidenfluorid umgesetzt werden. Vinylidenfluorid wird dann in hochreinem Wasser unter kontrollierten Druck- und Temperaturverhältnissen mittels eines Katalysators zu Polyvinylidenfluorid polymerisiert.

## Geschichte
PVDF wurde im Jahr 1961 unter dem Markennamen „Kynar“ von der Pennwalt Corporation in den Handel gebracht. 1969 wurde von Kawai der piezoelektrische Effekt von PVDF entdeckt. Zwei Jahre darauf beobachteten Nakamura und Wada auch ferroelektrische Eigenschaften im PVDF.

## Verwendung
Wegen seiner guten thermischen und chemischen Beständigkeit wird PVDF als Auskleidung für Rohre oder Außenbauteile eingesetzt. Außerdem wird es für Dichtungen, Membranen und Verpackungsfolien verwendet. Weiterhin findet es auch Anwendung in der Messtechnik, z. B. beim Beschichten von Messsonden. Da das Material nach entsprechender Polarisierung im Vergleich zu anderen Polymeren starke piezoelektrische Effekte zeigt, wird es in Mikrophonen, Hydrophonen, Lautsprechern und Aktoren eingesetzt.
In den Biowissenschaften wird PVDF als Trägermembran für den Western Blot eingesetzt. Im Vergleich zu Nitrozellulose sind PVDF-Membranen zwar teurer, sie sind aber auch stabiler und erlauben mehrfache Verwendung (Reprobing). Ein weiterer Anwendungsbereich ist die Medizintechnik, wo PVDF als Prothesenmaterial eingesetzt werden kann oder zur Herstellung von sogenannten Netzen zur (präperitonealen) Netzplastik bei der operativen Behandlung von Hernien.
Da es hochrein hergestellt werden kann, chemisch resistent ist und geringe Wasseraufnahme zeigt, wird es zum Beispiel in der Halbleiterfertigung für Rohrleitungen, Armaturen und Ventile für hochreine, auch aggressive Medien verwendet.
Auch in der Membrantechnik wird PVDF verbreitet eingesetzt (zum Beispiel in Bakterienfiltern, die zum Sterilfiltern von Lösungen in der Biochemie benötigt werden). Dabei macht man sich die chemische Beständigkeit zu nutzen, die dem Material erlaubt, intensivere chemische Reinigungen zu überstehen als einige andere Membranmaterialien. Allerdings sind bei der Filtration die hydrophoben Eigenschaften von PVDF von Nachteil.
In Pulverform wird das Polymer auch als Bindematerial in Elektroden von Lithium-Ionen-Akkumulatoren eingesetzt.
PVDF-Filament wird als Angelschnur (Fluorocarbonschnur) verwendet sowie für Saiten von Zupfinstrumenten wie Ukulele, Gitarre und Harfe.
Das Filament dient der Herstellung von Prototyp-Teilen mit dem 3D-Druck.

## Hersteller und Handelsnamen
- Arkema – Kynar PVDF
- Dyneon – Dyneon PVDF
- Solvay – Solef PVDF
- Georg Fischer AG – Sygef PVDF